# Pediasia sujanellus
Pediasia sujanellus is een vlinder uit de familie van de grasmotten (Crambidae). De wetenschappelijke naam van de soort is voor het eerst geldig gepubliceerd in 1925 door Caradja.